# Pandanus flagellibracteatus
Pandanus flagellibracteatus är en enhjärtbladig växtart som beskrevs av Huynh. Pandanus flagellibracteatus ingår i släktet Pandanus och familjen Pandanaceae.
Artens utbredningsområde är Madagaskar. Inga underarter finns listade.